# Blas Corral Martínez
Blas Corral Martínez (Presidios, Tepehuanes, Durango; 11 de febrero de 1883-29 de abril de 1947) fue un militar y político mexicano que participó en la Revolución mexicana. Se desempeñó como gobernador de Durango de 1944 a 1947.

## Biografía
El general Blas Corral Martínez fue un militar mexicano que participó en la Revolución mexicana. Nació en Presidios, Municipio de Tepehuanes en el estado de Durango, el 11 de febrero de 1883. En 1911 se lanzó a la lucha contra Porfirio Díaz con el grado de teniente. Durante el movimiento constitucionalista luchó bajo las órdenes de Jesús Agustín Castro en la División 21, después de abandonar la capital, donde se encontraban durante los sucesos de la Decena Trágica. Fue comandante militar en Chiapas y después gobernador del estado en 1915 y 1916. Al finalizar la revolución ocupó varios puestos dentro de la Secretaría de la Defensa Nacional, tales como presidente del Supremo Tribunal Militar, oficial mayor en 1941 y subsecretario en 1942. Al año siguiente se presentó como candidato a la gubernatura de Durango y ganó en las elecciones estatales de Durango de 1944 para el sexenio de 1944 a 1950. No completó su mandato debido a que murió el 29 de abril de 1947.